# استعمار الفضاء

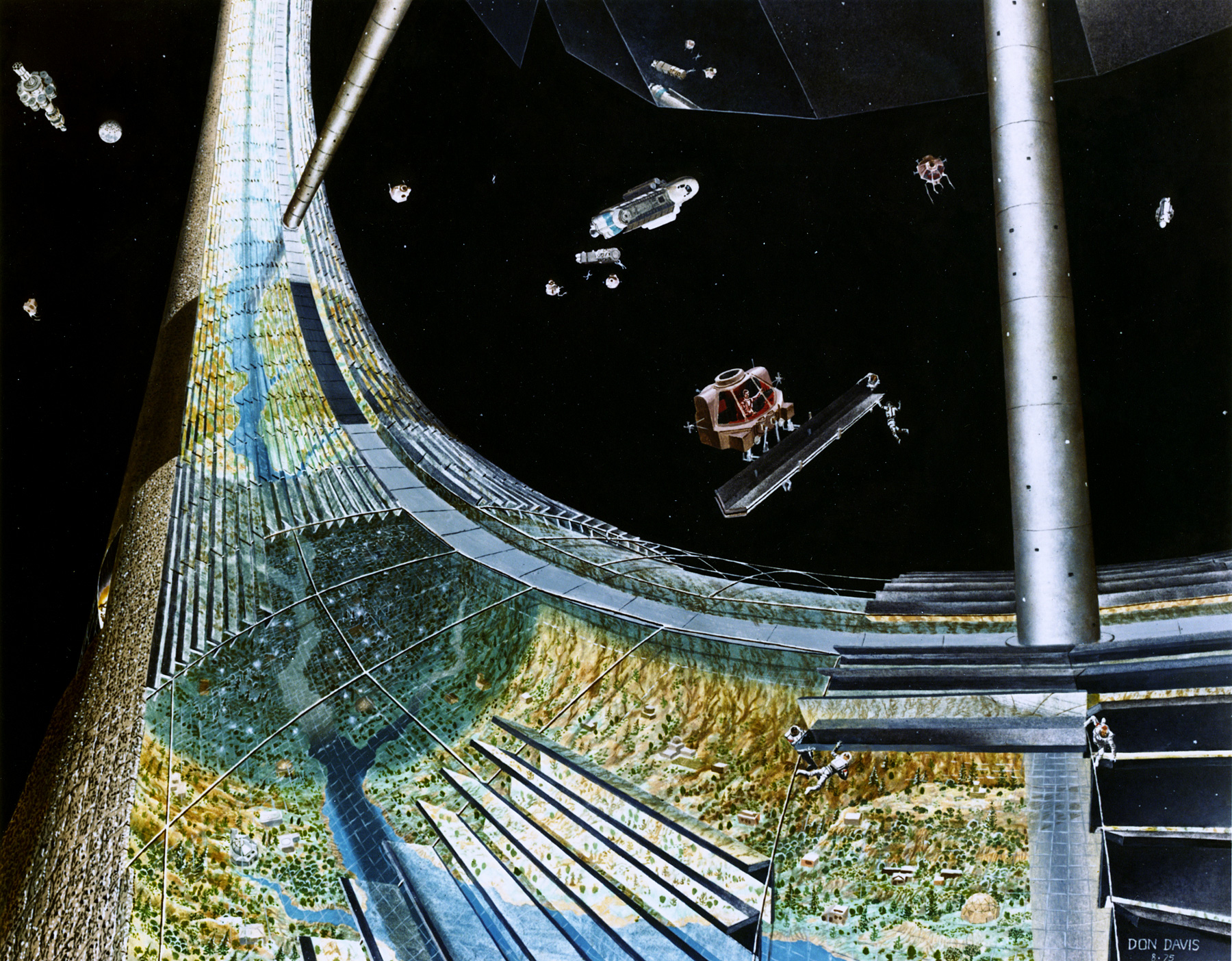
مركبة فضائية مبنية من نموذج ستانفورد المستدير، رسمة فنية لناسا, عام 1975.

استعمار الفضاء أو غزو الفضاء هو مشروع ملاحي فضائي للإقامة البشرية الدائمة وباكتفاءٍ ذاتيّ تامّ خارج الأرض. درست عدة مجموعات تطويرية من وكالتي ناسا (الإدارة الوطنية للملاحة الفضائية والفضاء الأمريكية) وإيسا (وكالة الفضاء الأوروبية) ووكالتي الفضاء الروسية والصينية -بالإضافة إلى منظَّمات فلكية أخرى - إمكانية إنشاء مشاريع مستعمرات فضائية في أماكن مختلفة من النظام الشمسي. وعلى الرغم من أنهم حدَّدوا وجود موادٍّ أولية قابلة للاستثمار على القمر والكويكبات القريبة من الأرض التي تكون فيها الطاقة الشمسية متوفّرةً بكميَّاتٍ كبيرة، والتي لا تتطلب تحقيق أي بحوث أو اكتشافاتٍ علمية جديدة لاختبارها، وقد قدَّروا بأنه قد يتوجب القيام بأعمال هندسية وتقنية عظيمة، واكتساب معرفةٍ تامة بإمكانية تكيف البشر مع العيش في الفضاء، وخصوصاً الإمكانات المالية الهائلة المطلوبة لإنجاز مثل هذه المشاريع. وبسبب هذه التكاليف تم التنازل عن جميع المشاريع تقريباً والاكتفاء بتقييمها نظرياً، أو حتى تم التخلّي عنها بالكامل في بعض الحالات.
إن التواجد البشري الدائم الوحيد في الفضاء حالياً هو للمحطة الفضائية الدولية، وهي مع ذلك ليست مكتفيةً ذاتياً. وفي عام 2008، كان المشروع الوحيد لاستعمار الفضاء وفق خطة تمويليَّةٍ هو إنشاء قاعدة دائمة على سطح القمر مكونة من 4 رواد فضاء، والتي قد تستخدم موارد محلية متوقَّعة من ناسا لأعوام 2019 – 2024، ولكن أعيد النظر في ميزانيتها عام 2010. من جهة أخرى، تنوي وكالة الفضاء الأوروبية بالتّعاون مع وكالات الفضاء الروسية واليابانية والصينية إنشاء مركز متقدم على القمر بعد عام 2025.
وقد نظر علماء الفلك في دراساتٍ نظريةٍ أخرى لعددٍ من المستعمرات الفضائية الواقعة على الأقمار الطبيعية والكويكبات أو كواكب مثل المريخ، والبعض منهم يعتقد أنَّ المستعمرات البشرية الفضائية الأولى قد تكون محطات فضائية واقعة في مدار حول الشمس أو أحد الكواكب. وقد حُقِّقت أيضاً دراسات مستقبلية وطموحة من استعمار أقمار كوكب المشتري حتى إقامة مستعمراتٍ بمئات الآلاف من الأفراد أو إعادة تأهيل بعض الكواكب، ولكن ذلك أيضاً يُعد نظري أكثر ويتطلب تقدماً علمياً وتقنياً كبيراً، وهو أمرٌ لن يكون مُمكناً قبل مضيّ وقتٍ طويل جداً. قال مدير ناسا لعام 2009 مايكل جريفين، أن استعمار الفضاء يُعَدّ هدفاً أخيراً للبرامج الفضائية الحالية، ولكن مع ذلك، تُعَدّ حاجة البشر لاستعمار الفضاء في مستقبل قريبٍ أو بعيدٍ غير مقبولة بالإجماع من قِبَل المجتمع العلمي، وما زال هناك نقاش حول هذا الموضوع.

## التاريخ العلمي
إن مفهوم استعمار الفضاء مرتبط بالرحلة الفضائية وعلم الملاحة الفضائية والغزو الفضائي ارتباطاً وثيقاً، وقد أسَّسه نفس المفكرون الذين أسَّسوا تلك المفاهيم.
يُعد رائد الملاحة الفضائية الروسي كونستانتين تسيولكوفسكي أوَّل من ذكر مفهوم استعمار الفضاء بأسلوب علمي في كتابه الصادر عام 1903، الصاروخ في الفضاء الهائل، والذي يصف فيه استخدام الطاقة الشمسية والجاذبية المصطنعة بالدوران واستخدام الاحتباس الحراري لإنشاء نظام بيئي مغلق. وهو أيضاً أول من تصوَّر مشروع مصعد الفضاء في كتابه الصادر عام 1895، تأمل نظري حول الأرض والسماء وحول كويكب فيستا، يُلخِّص وجهة نظره عن مستقبل البشرية في أحد استشهاداته الأكثر شهرة:
«الأرض هي مهد الإنسانية، ولكن لا تُقضى الحياة كلها فيها.»
يقترح الفيزيائي الألماني هرمان أوبيرث في عام 1923، استخدام محطات مدارية دائمة ورحلات بين الكواكب في كتاب هو ليس سوى أطروحة الدكتوراة التي قام بها ورُفضت من قِبَل جامعة ميونخ باعتباره صاحب أوهام، ولكن قبلتها جامعة بابس – بولياي في رومانيا في نفس العام.

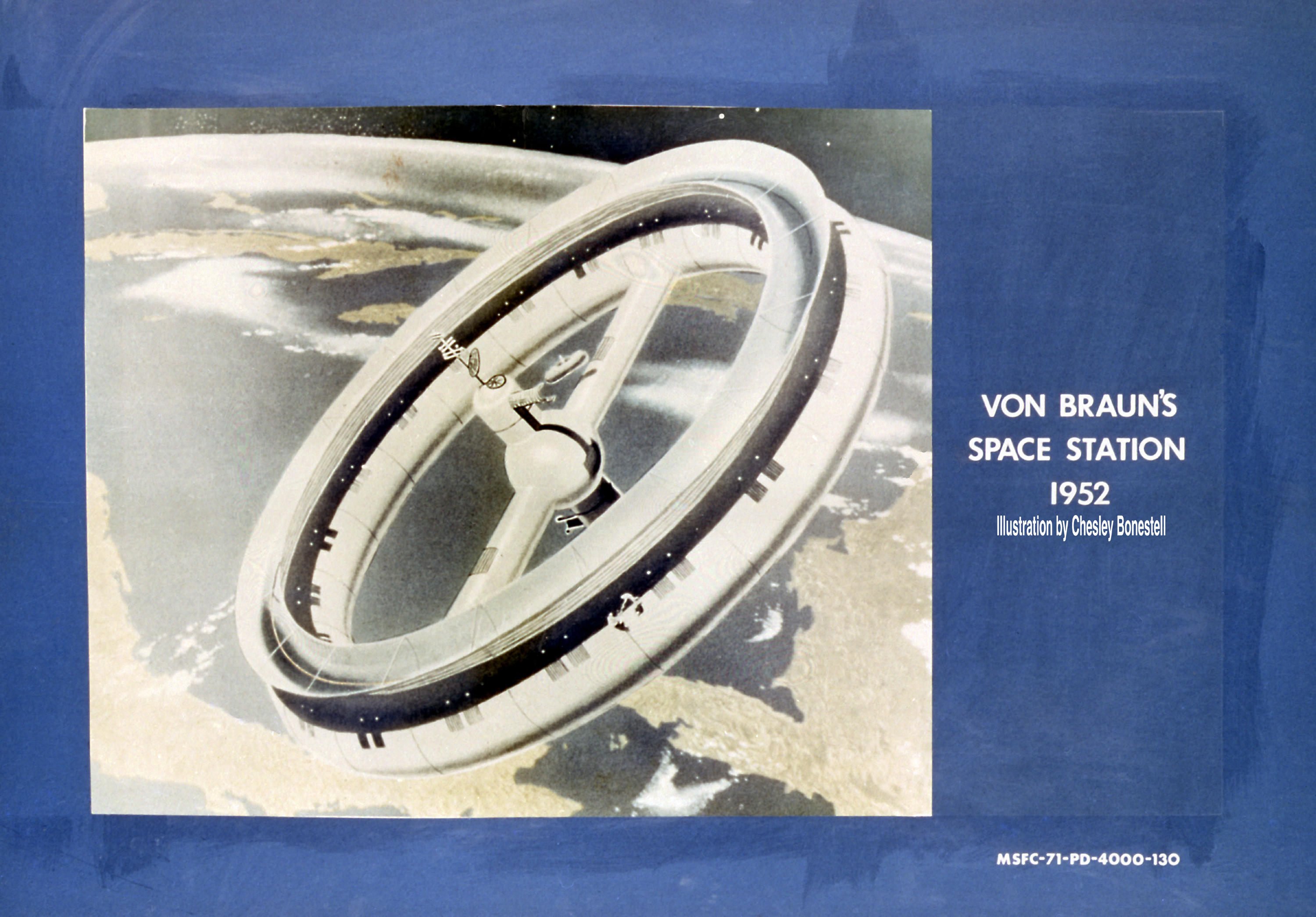
مشروع محطة مدارية عن طريق فيرنر فون براون Wernher von Braun، عام 1952.

يُعد العالم السلوفاني هرمان بوتوكنيك (باللاتينية: Herman Potočnik) أول من تصوَّر محطة مدارية على شكل عجلة موضوعة في مدار جغرافي ثابت. وفي عام 1952، أعاد عالم الملاحة الفضائية فيرنر فون براون (باللاتينية: Wernher von Braun)، أحد مساعدي أوبيرث القدامى، أفكار بوتوكنيك مع مشروع محطة فضائية على شكل عجلة تدور حول نفسها لتوفير جاذبية مصطنعة بقطر 75 متر يفيد كمركز متقدم ومكان أساسي لمنشأة دائمة على القمر في منطقة سينوس روريس (باللاتينية: Sinus Roris) ولاستكشاف كوكب المريخ. وأول من ذكر فكرة استخدام سفينة فضائية بدفع نووي من أجل إنقاذ البشرية من شمس قاتلة ونقلها إلى نظام كوكبي آخر هو الأمريكي روبرت جودارد Robert Goddard، مؤسس آخر لعلم الملاحة الفضائية. حيث دفعه الخوف من انتقاد علمي إلى وضع المخطوطة في ظرف مغلق بإتقان ولم ينشره إلا بعد 50 عاماً. وقد عُرض استخدام موارد خارج الأرض لغزو الفضاء أيضاً بواسطة جودارد عام 1920.
إن عالم الفيزياء الفلكي السويسري فريتز زفيكي Fritz Zwicky في عام 1948 والفلكي الأمريكي كارل ساغان Carl Sagan في عام 1961، هما أول من أصدرا فكرة إعادة تأهيل بعض الكواكب من أجل تغيير ظروف حياة عالم ما، كي تتمكن البشرية من استعماره. والفيزيائي الإنجليزي فريمان ديسون Freeman Dyson في عام 1960 ادعى أن مفهوم حضارة متقدمة ممكن أن يكون بإحاطة نجمها كليًّا بمواطن فضائية أو كويكبات، وابتكر أيضاً كرة ديسون.
وفي عام 1975، نشرت ناسا سلسلة من الدراسات عن هذا الموضوع أجريت بالتعاون مع عدة جامعات، ويقدِّر هذا التقرير أنه كي يصبح الاستعمار الفضائي ممكناً، فإنه ينبغي التفكير في آلاف الإطلاقات، مما قد يتطلب نظام إطلاق أكثر اقتصاداً من الصواريخ المستهلكة آنذاك. وفي ذلك السياق طوَّر المكوك الفضائي الأمريكي وبشكل أولي صاروخ حامل قابل لإعادة الاستخدام ولكن في النهاية لن يكون قابل لإعادة الاستخدام إلا جزئيًّا، بسبب تكاليف التطوير وقيود الميزانية نتيجة التوقف التدريجي لسباق الفضاء بعد غزو القمر.
طوَّر الفيزيائي الأمريكي جيرارد أونيل في كتابه الصادر عام 1977، الحد الأعلى: مستعمرات بشرية في الفضاء، فكرة استعمار كثيف مع مواطن فضائية ضخمة.
بعد تعطل بسبب توقف سباق الفضاء الذي كان مرتبطاً بالحرب الباردة، بدأ مفهوم استعمار الفضاء يصبح أقل طموحاً ولكن أكثر واقعية، وذلك بإنشاء المحطة الفضائية الدولية بقواعد دائمة على القمر ومن ثم على المريخ عن طريق تأسيس برنامج متوسط وبعيد المدى من ناسا وإيسا. وقد قام العلماء أيضاً بدراسة العديد من المشاريع الأخرى لاستعمار النظام الشمسي منذ عشرات السنين، ولكن لم يتحصل أي منها على تمويلات مؤمنة كما حدث لمشروع ناسا.

#### دخول الفضاء

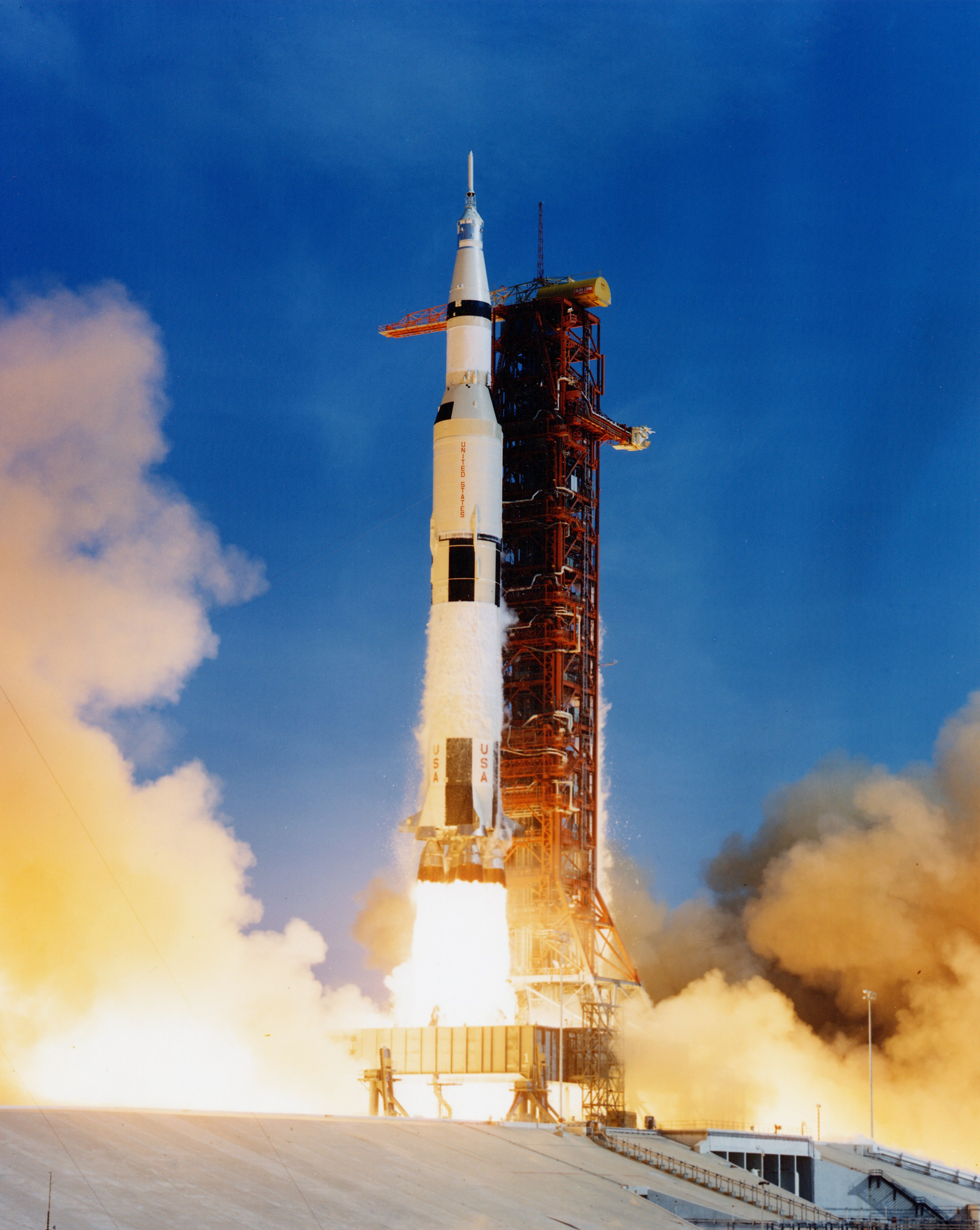
إقلاع مهمة أبولو 11 على متن صاروخ ساتورن 5 (زحل 5) في 16 يوليو 1969.

#### النقل في النظام الشمسي

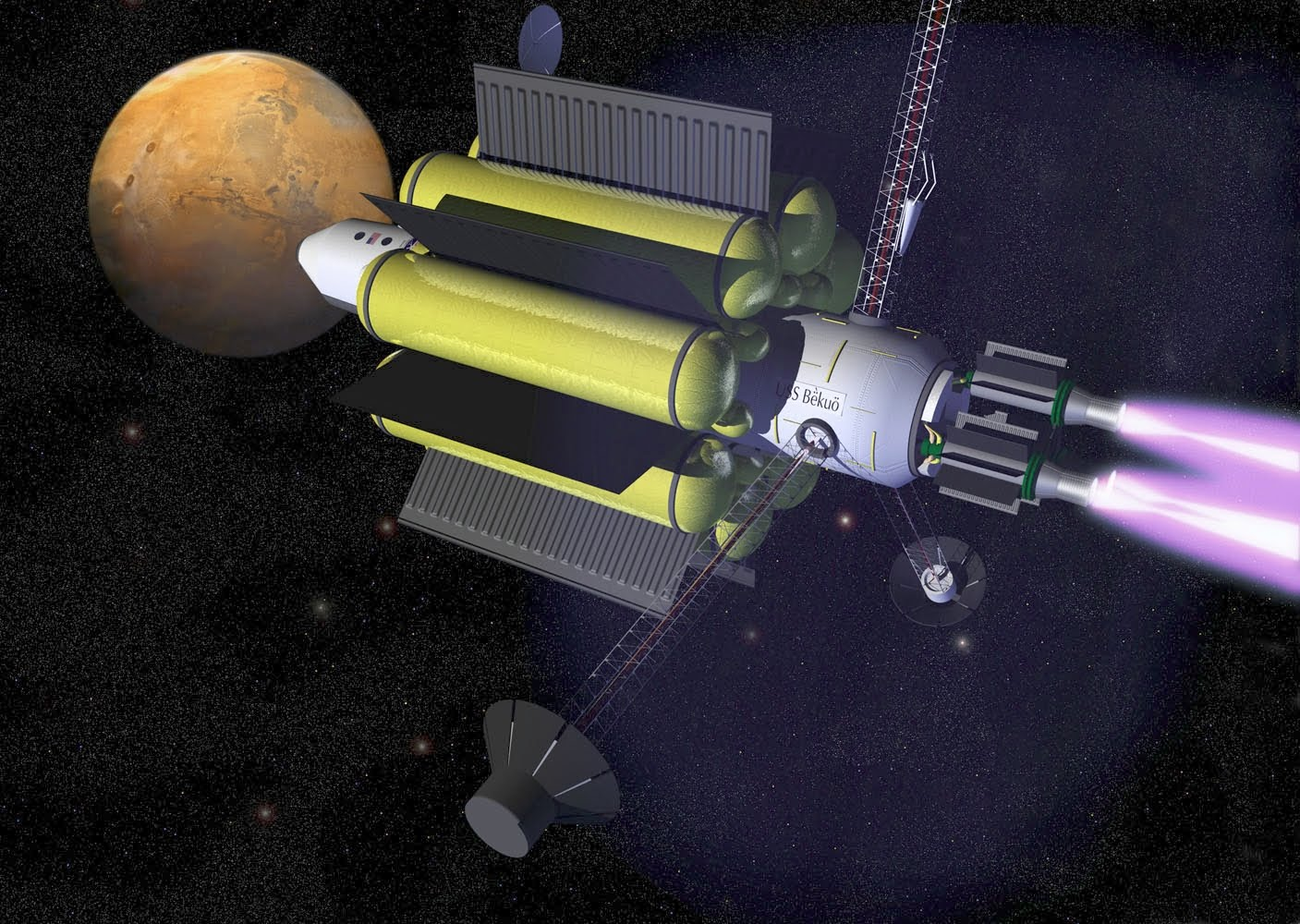
مركبة النقل بين الكواكب بدفع كهرومغناطيسي بلازما VASIMR (منظر متصور لناسا).

### الطاقة

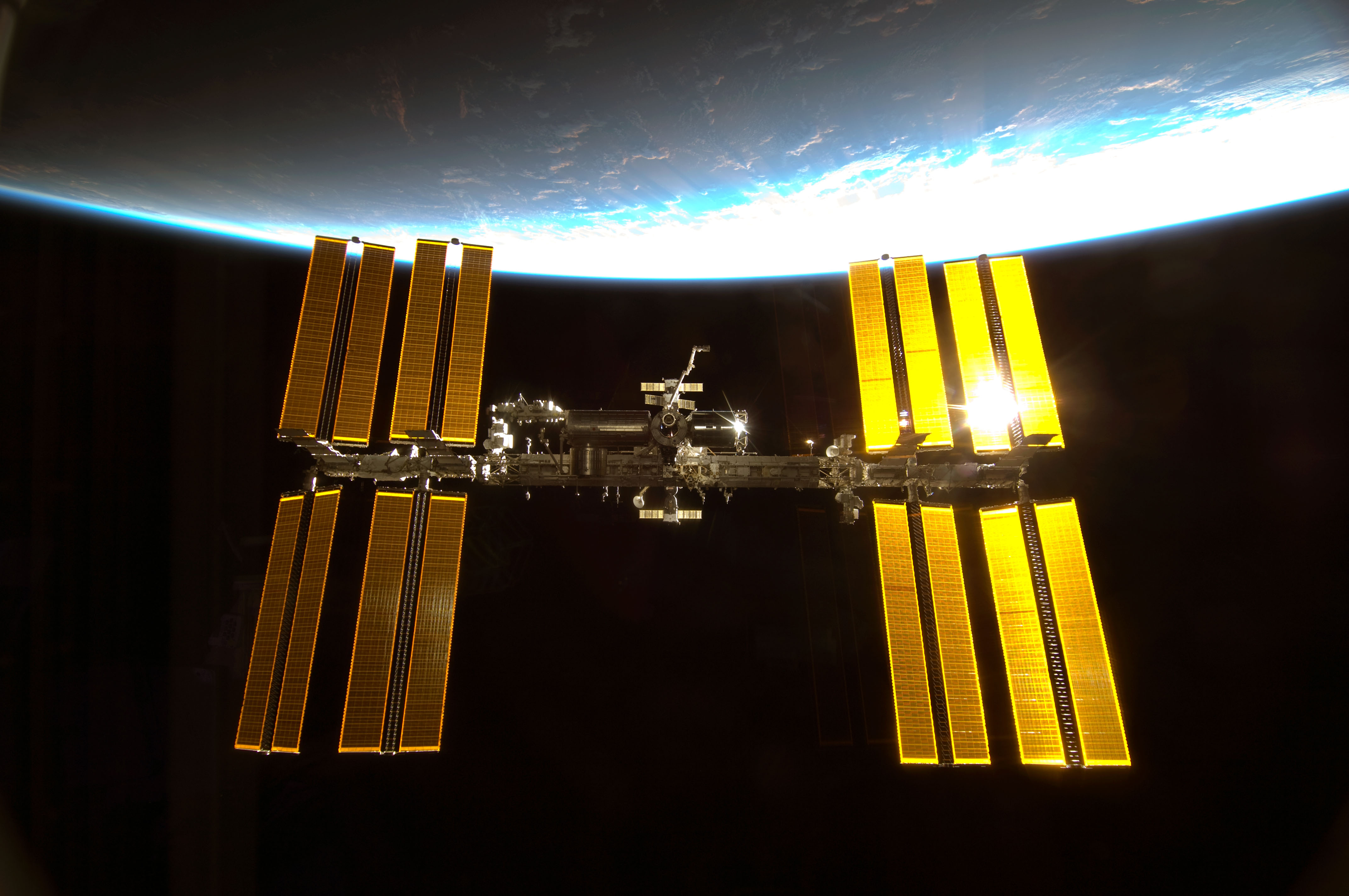
المحطة الفضائية الدولية وخلاياها الشمسية مشاهدة عن قرب من مهمة STS-130.

### صلاحية السكن

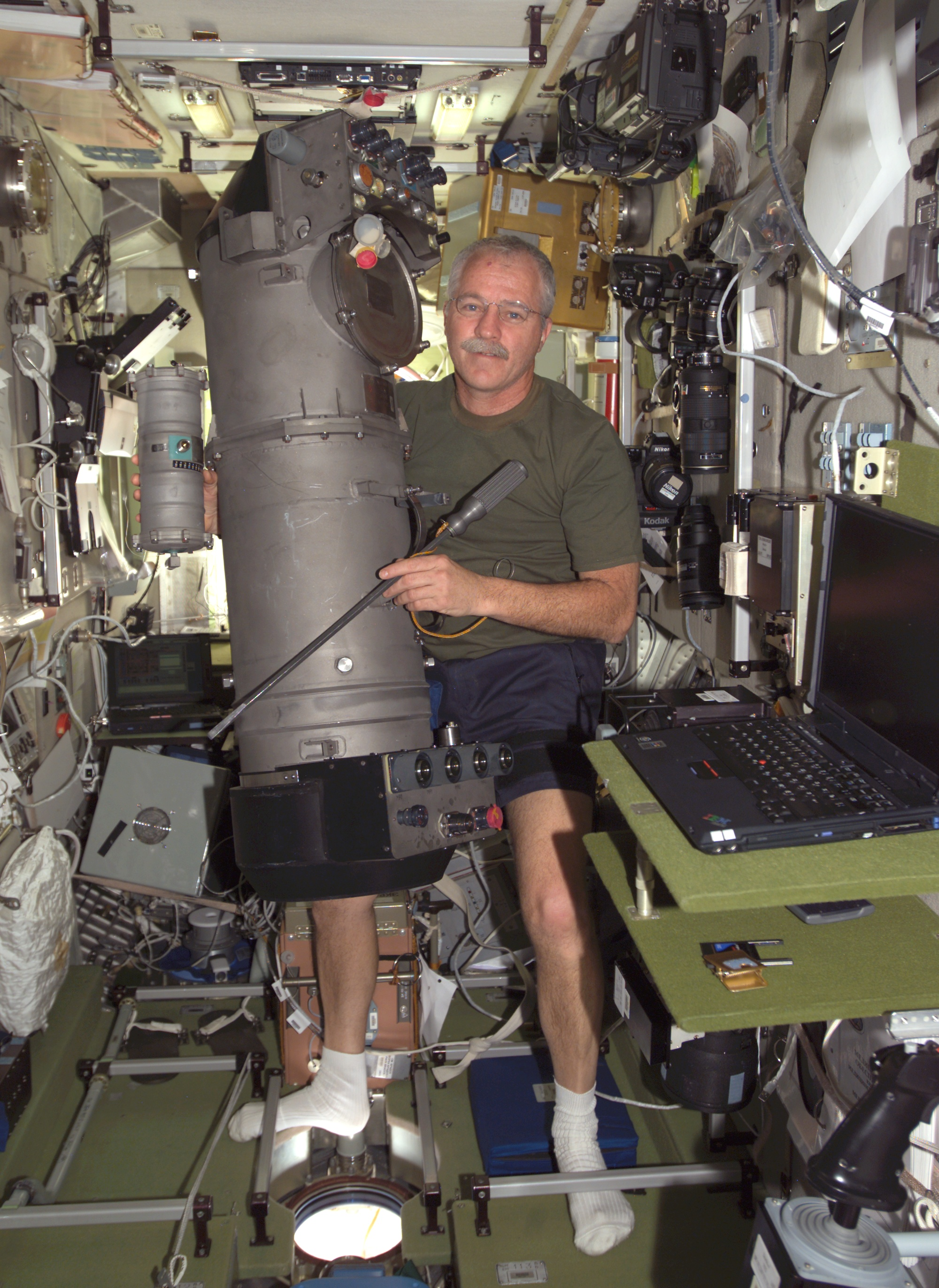
الباحث العلمي ومهندس الرحلة جون فيليبس John L. Phillips يصلح نظام توليد الأكسجين Elektron ذو الصناعة الروسية على متن محطة الفضاء الدولية، مايو 2005.

## أخطار وأضرار على الصحة

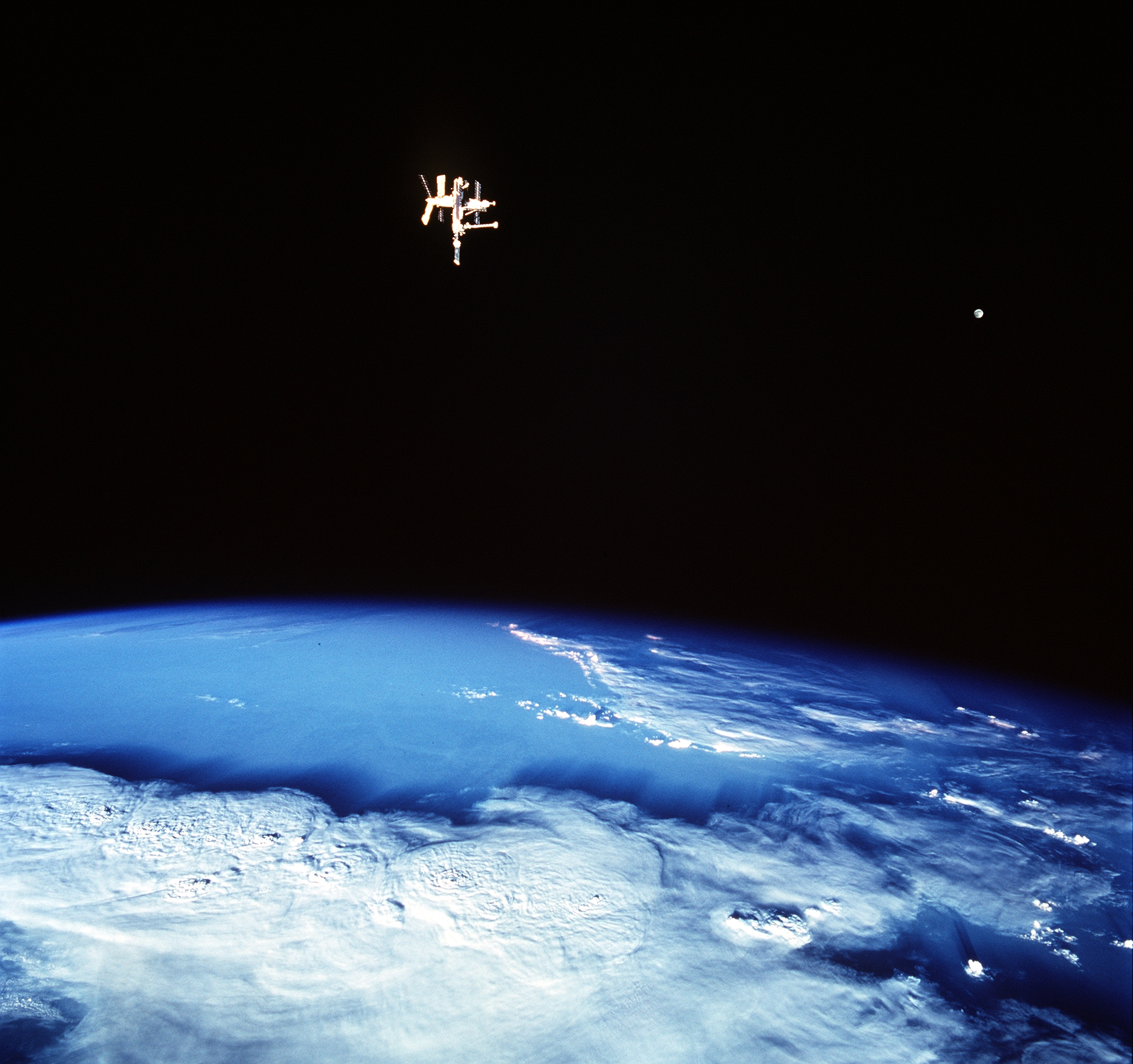
جُمعت العديد من المعلومات فيما يخص الآثار المترتبة على الصحة من الرحلات الفضائية الطويلة بفضل الدراسات التي أجراها رواد الفضاء الروسيين. هنا محطة الفضاء الروسية Mir والقمر، يونيو 1998.

### الحياة في جاذبية ضعيفة

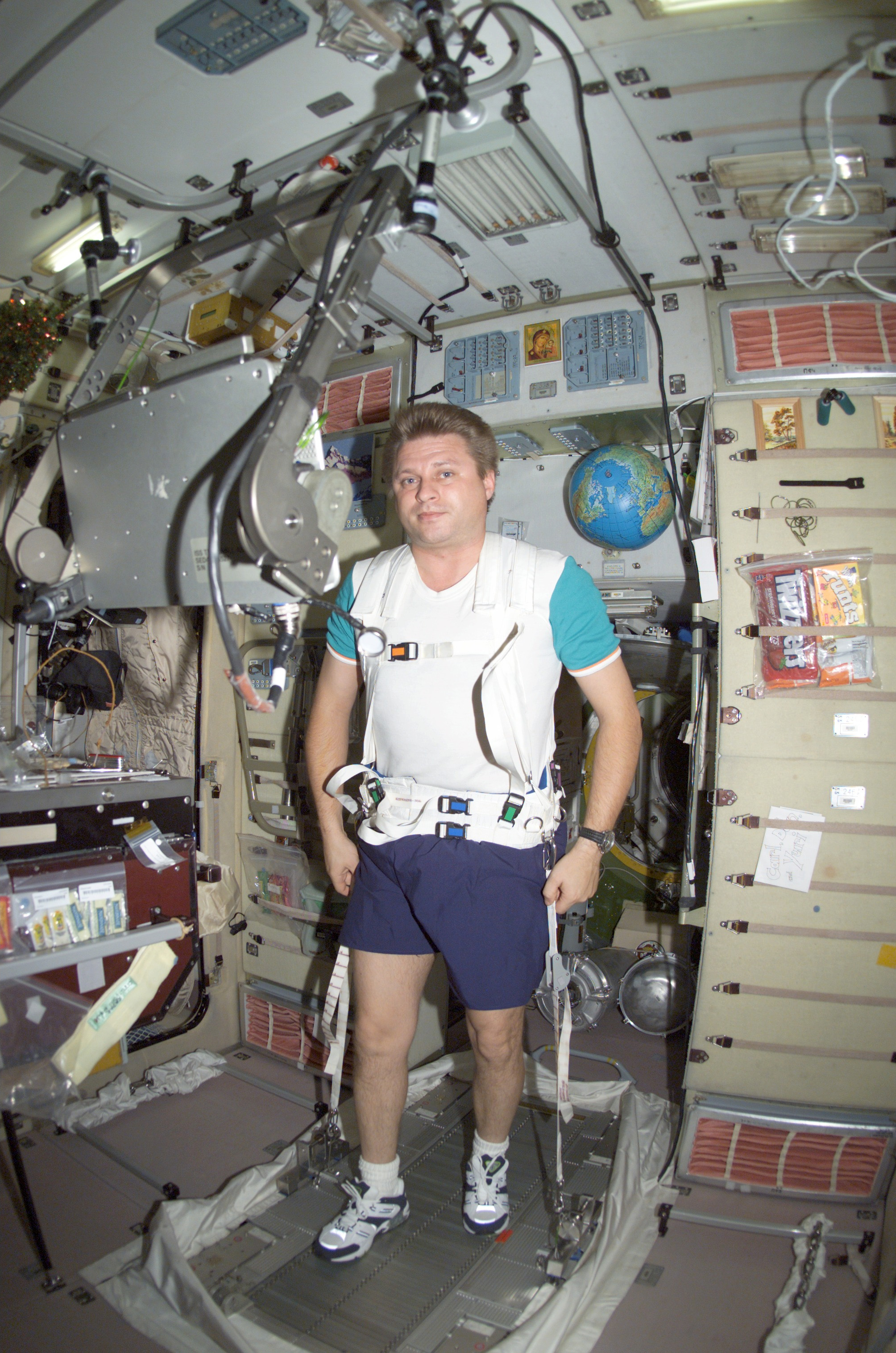
رائد الفضاء يوري أونوفرينكو Iouri Onoufrienko في تجربة على متن محطة الفضاء الدولية. يعد السير على مسار كهربائي أحد الوسائل الأكثر فعالية لتأخير الضمور العضلي.

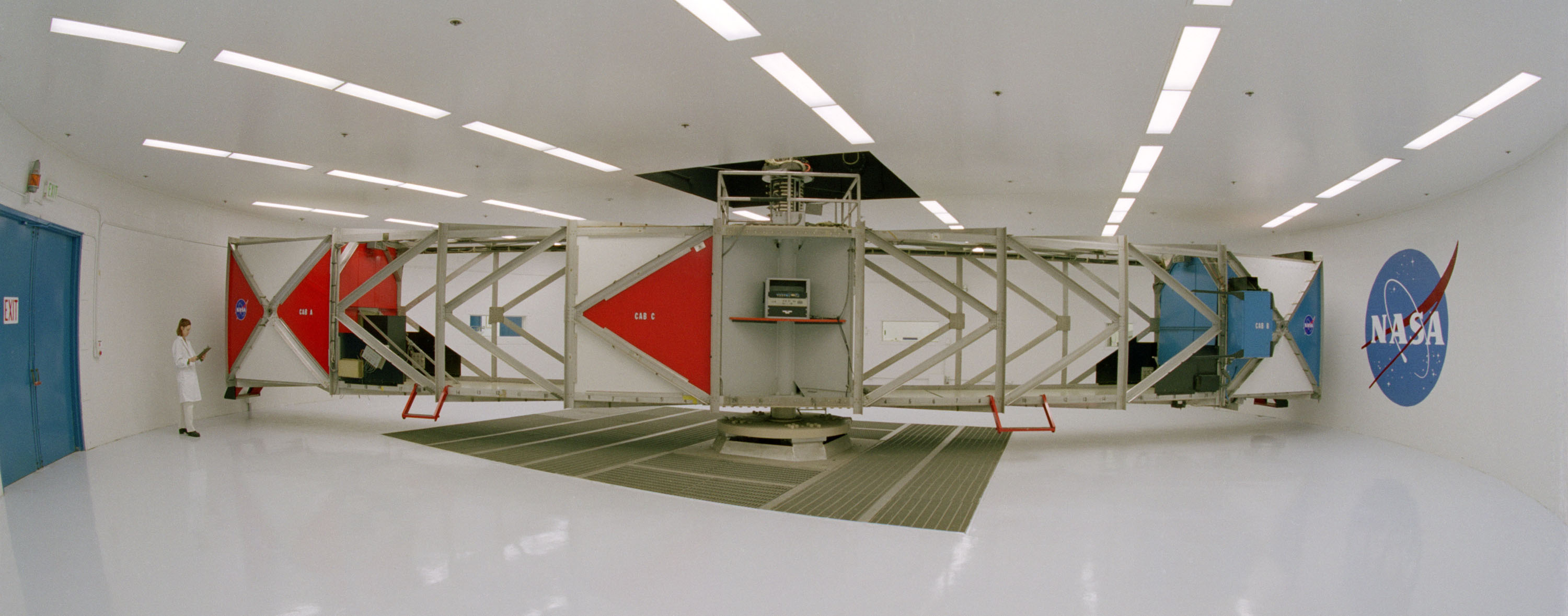
جهاز طرد مركزي Centrifugeuse de 20 G في مركز الأبحاث Ames Research Center التابع لناسا.

### الإشعاعات الفضائية

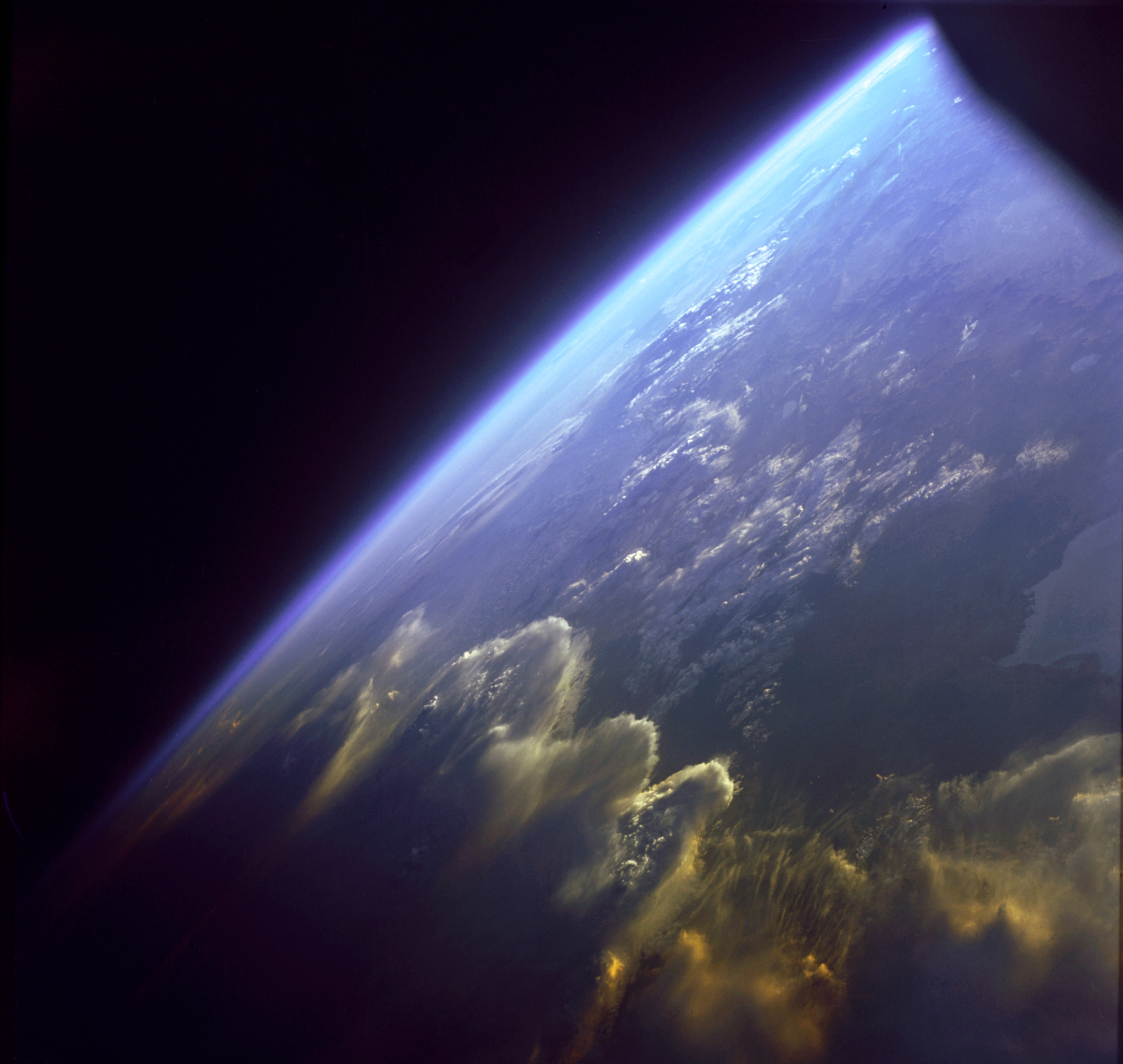
غلافه المغناطيسي وغلافه الجوي يحميان الأرض طبيعياً من الشعاع الشمسي والأشعة الكونية. ولم يعد بإمكان المستعمرين أن يستفيدوا من هذه الحمايات على أغلب الكواكب المعروفة أو في الفضاء.

### التغذية

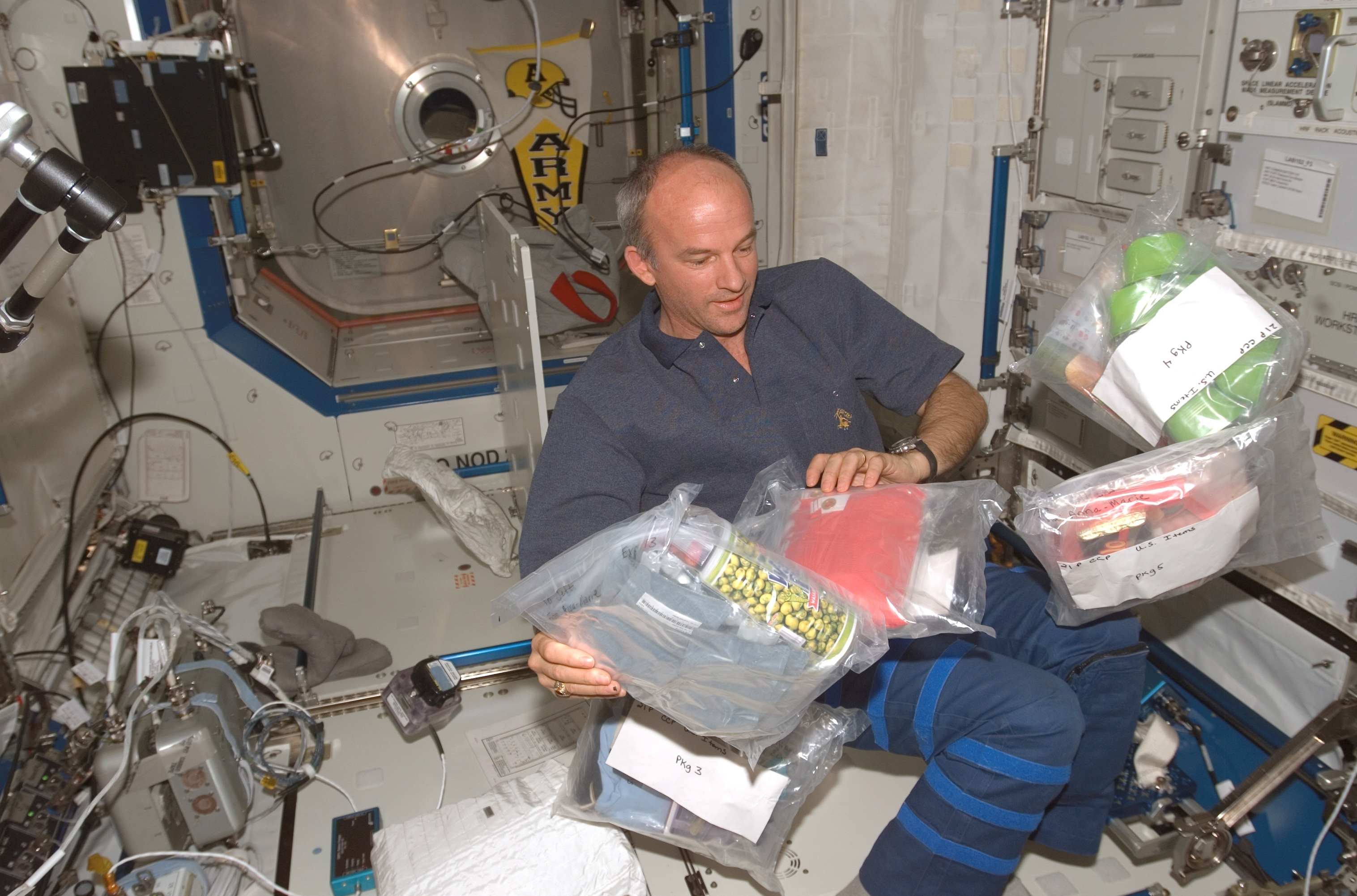
رائد الفضاء جيفري ويليامس Jeffrey Williams على متن محطة الفضاء الدولية ISS يفرغ أكياس تحتوي على الغذاء. حيث تعتبرالوجبة المتزنة مهمة للحفاظ على تغذية وصحة جيدة طيلة استكشاف ذو مدة طويلة.

### علم النفس

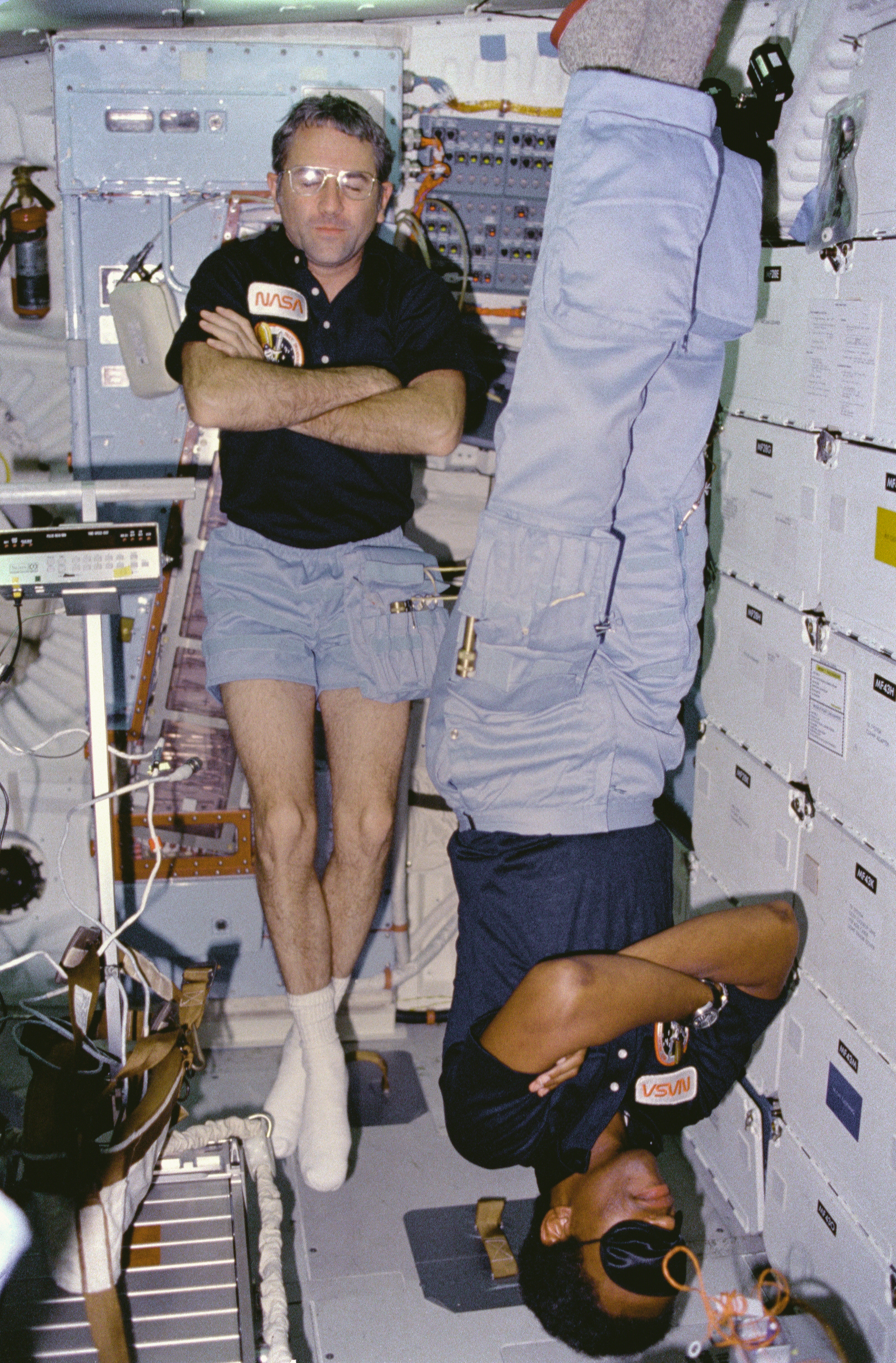
النوم الجيد ضروري للحفاظ على الأداء البشري (رائد الفضاء ريتشارد ترولي والمختص بالمهمة غويون بلوفورد على متن مكوك الفضاء شالنجر، 1983).

### التناسل

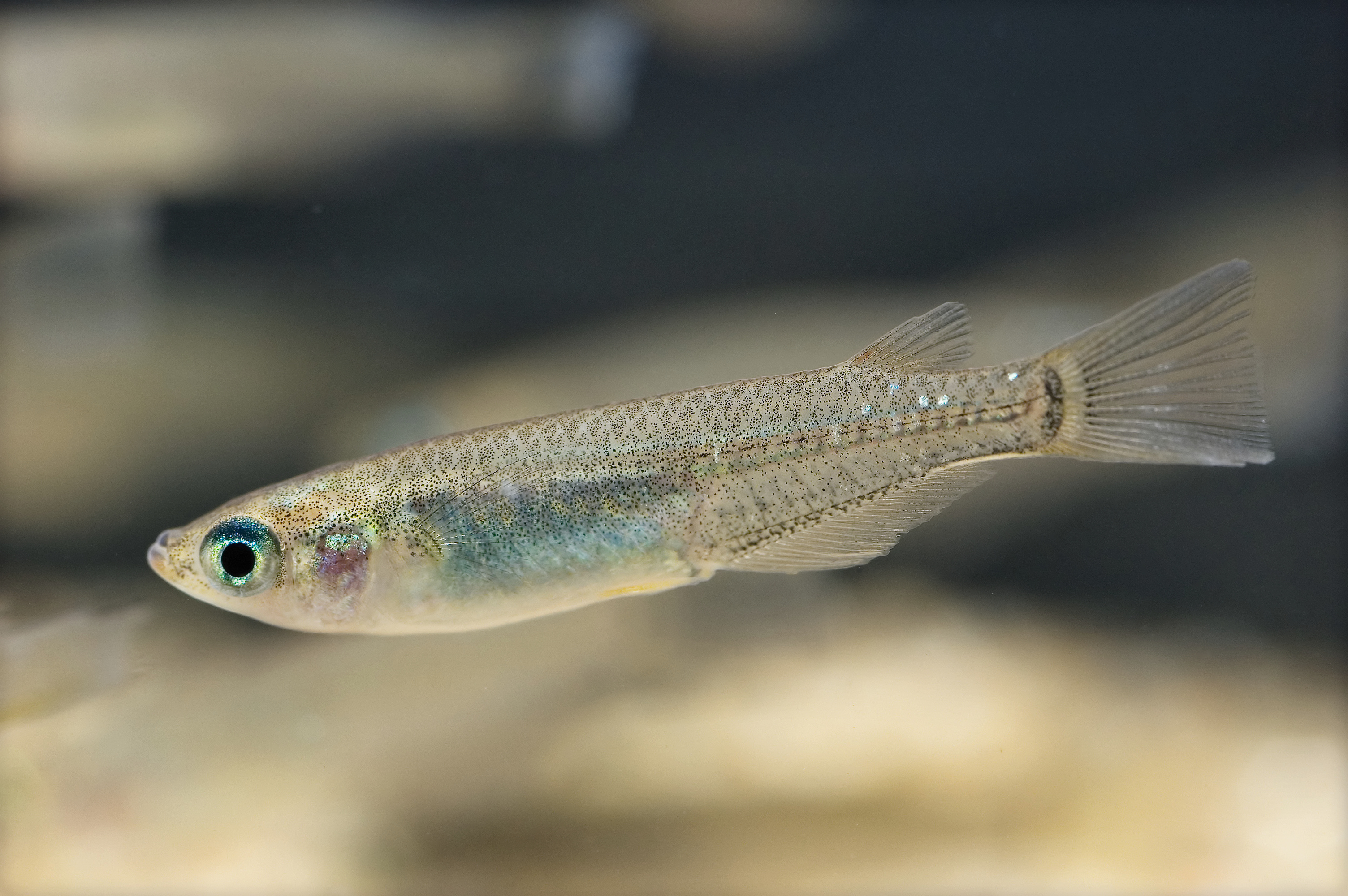
السمك أورزياس لاتيبس Oryzias latipes تناسل بنجاح في الفضاء.

### الاستراتيجية

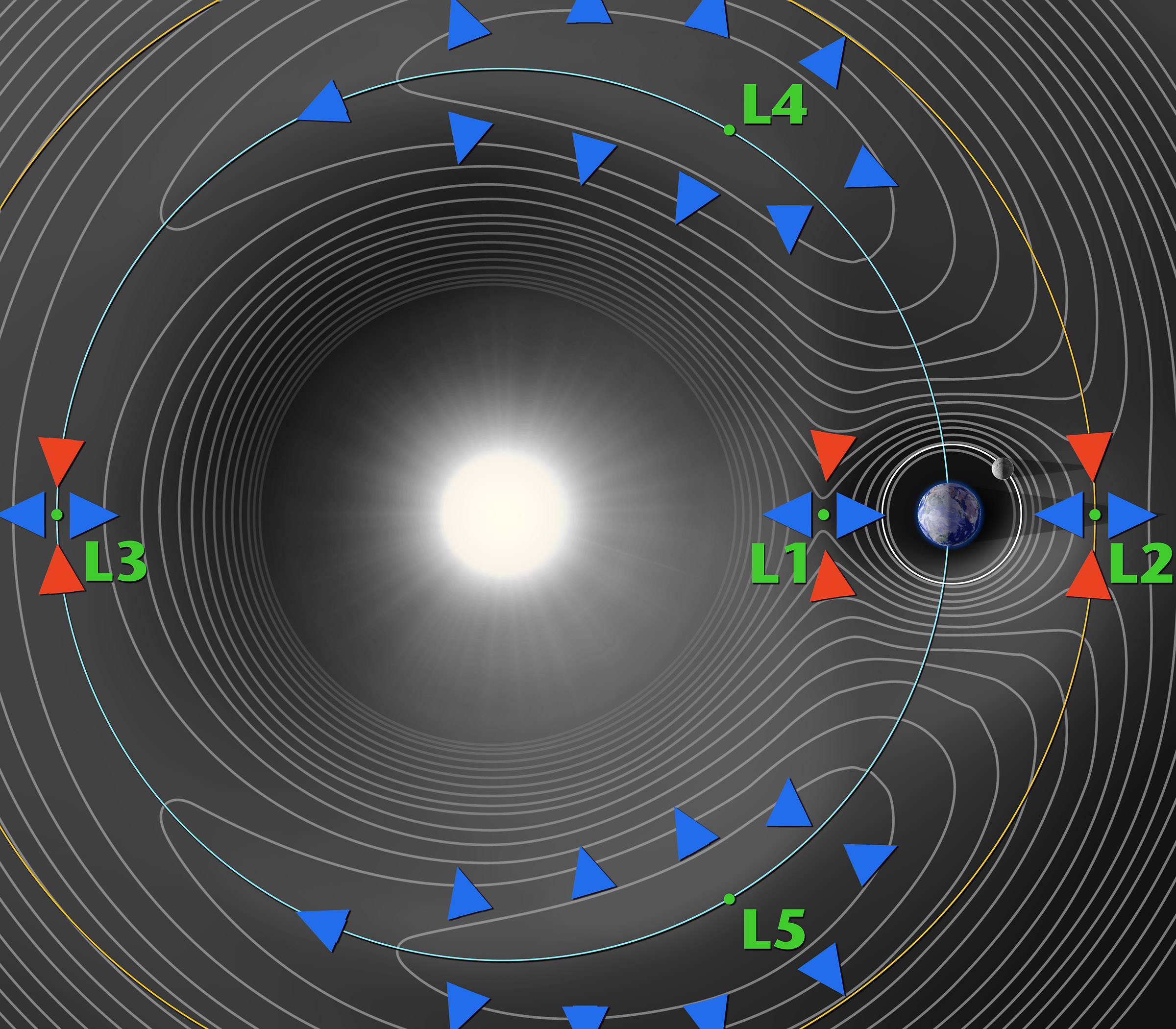
نقاط لاغرانج

#### المحطة الفضائية الدولية

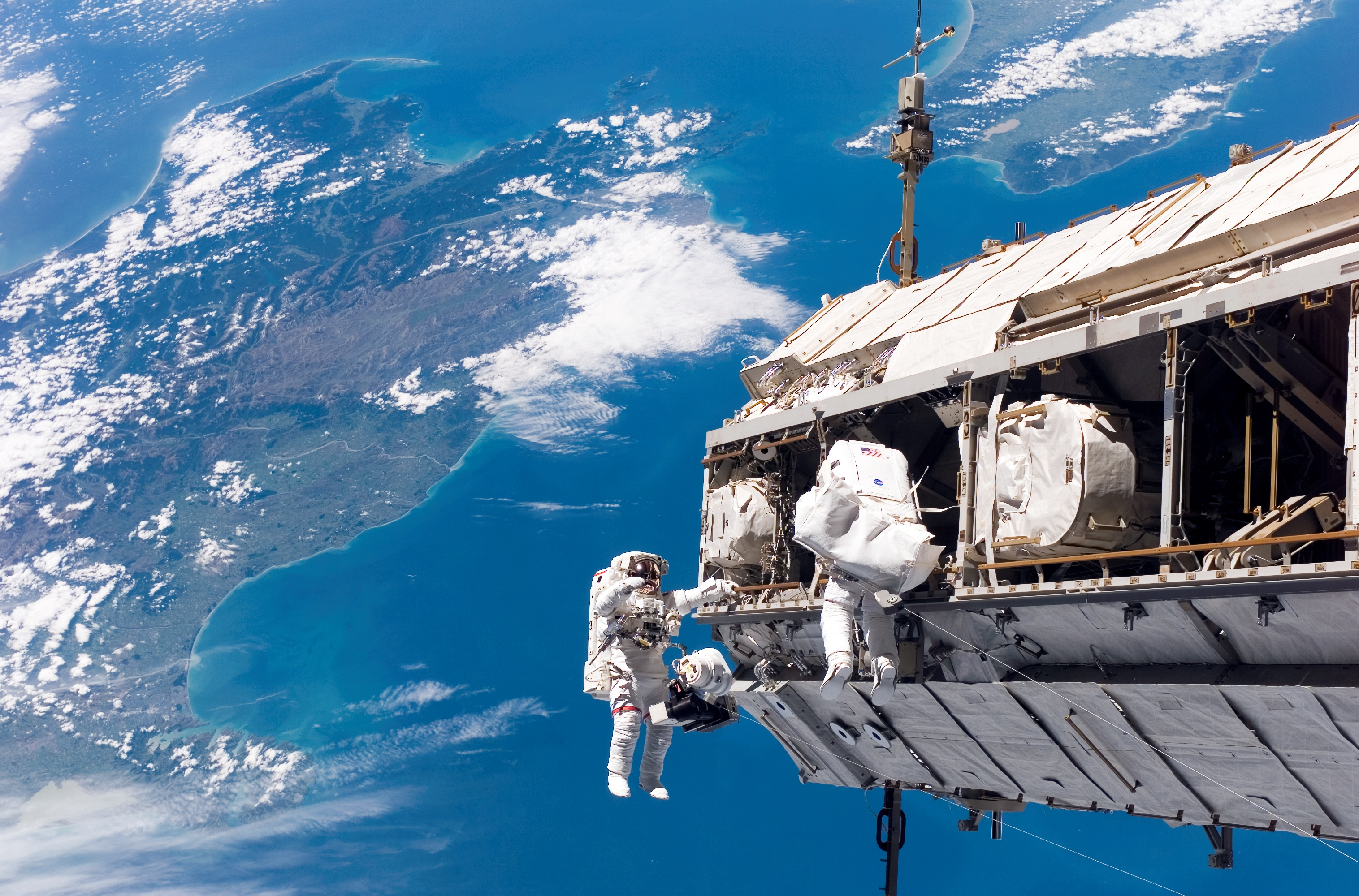
نشاط خارج المركبة لدمج المحطة خلال المهمة إس تي إس-116 عن طريق رائد الفضاء روبرت كوربيم (على اليسار) وكريستر فوجليسانج. وفي الخلفية، مضيق كوك، في نيوزيلندا.